# Claire Brunetti
Claire Brunetti est une série télévisée policière française en 1 épisode de 90 minutes, créée en 2009 par Philippe Bernard, Thomas Saez et Pierre-Yves Mora, avec la participation de Angèle Herry et diffusée le 18 juin 2009 à 20h45 sur TF1.

## Synopsis
Le capitaine Claire Brunetti est un officier de gendarmerie récemment affectée à la gendarmerie d'Annecy, ville dont elle est originaire.

## Fiche technique
- Titre : Claire Brunetti
- Réalisation : Didier Delaître
- Scénario, adaptation et dialogues : Philippe Bernard, Thomas Saez et Pierre-Yves Mora.
- Production : Pierre-Bertrand Jaume et Alain Duvernoy
- Société de production : AB Productions, Fontana, Radio-télévision belge de la Communauté française (RTBF), Via Productions, TF1
- Pays d'origine : France
- Langue originale : Français
- Genre : Policier
- Musique : Charles Court
- Durée : 1 x 90 minutes
- Diffusion : France
- Public : Déconseillé aux moins de 10 ans

## Distribution
- Elsa Mollien : Claire Brunetti [2]
- Frédéric Gorny : Mez
- Sarah-Laure Estragnat : Sandra Bertin
- Nathalie Besançon : Cécile Machard
- Daniel Lobes : Jules
- Frédéric Van Den Driessche : Antoine Brunetti
- Renaud Roussel : Vincent Brunetti
- Axel Kiener : Luc Fournel
- Catherine Wilkening : Anne Corbières

## Épisode et audience
Seul l'épisode pilote Piste Noire a été réalisé,.
Piste Noire n'a attiré que 4,9 millions de téléspectateurs soit 21,3 % de part d'audience. Or, depuis le début de l'année 2009, la case polar et policier de TF1 n'avait jamais enregistré d'audience en deçà de 26 %. La série est supprimée après la réalisation de ce seul épisode.